# Духовное управление мусульман Средней Азии и Казахстана
Духовное управление мусульман Средней Азии и Казахстана (САДУМ) (узб. Ўрта Осиё ва Қозоғистон мусулмонлари диний бошқармаси, каз. Орта Азия және Қазақстан мұсылмандарының діни басқармасы) — официальная организация мусульман пяти среднеазиатских республик Советского Союза — Казахской, Киргизской, Таджикской, Туркменской и Узбекской ССР. Штаб-квартира организации находилась в Ташкенте (совр. Узбекистан). ДУМ Средней Азии и Казахстана было основано в 1943 году и просуществовало почти 50 лет. После распада СССР бывшие союзные республики сформировали свои независимые Духовные управления мусульман.

## Муфтии ДУМ
Лидером Духовного управления был муфтий, который был ответственен за большее число мусульман, чем любое другое управление мусульман на территории СССР, и его часто называли «Верховным» или «Великим» муфтием. На протяжении почти всего периода существования ДУМ Средней Азии и Казахстана, Верховными муфтиями были представители семьи Бабахан.
- Эшон Бабахан ибн Абдулмажидхан (1943—1957)
- Зияуддинхан ибн Эшон Бабахан (1957—1982)
- Шамсиддинхан Бабаханов (1982—1989)
- Мухаммед Садык Мухаммед Юсуф (1989—1993)

## История

### Основание

Эшон Бабахан

В первые самые тяжёлые два года Великой Отечественной войны в советском обществе произошла определённая переоценка ценностей, и отношение к религии стало меняться. Политика воинствующего атеизма сменилась религиозной терпимостью. Почувствовав перемены, Эшон Бабахан зимой 1943 года обратился к мусульманским общинам Средней Азии и Казахстана с призывом к объединению. Через председателя Президиума Верховного Совета Узбекской ССР Юлдаша Ахунбабаева Эшон Бабахан с группой религиозных деятелей начал переговоры с правительством СССР о создании Духовного управления мусульман Средней Азии и Казахстана по типу уже существовавшего Центрального духовного управления мусульман СССР. 12 июля 1943 года последовало официальное обращение инициативной группы во главе с Эшоном Бабаханом к председателю Президиума Верховного Совета СССР М. И. Калинину. Вскоре инициатива о создании исламского духовного центра в Средней Азии была одобрена в Москве, и для его нужд власти вернули конфискованный в 1928 году дом Эшона Бабахана в махалле Хазрати Имам города Ташкента.
В июле 1943 года Эшон Бабахан был вызван в Москву. В Кремле состоялась его встреча с И. В. Сталиным, который сам предложил Эшону Бабахану собрать Курултай мусульман и образовать Духовное управление в Ташкенте. Иосиф Виссарионович акцентировал внимание на том, что первоочередной задачей мусульманского сообщества должна была стать реальная помощь с его стороны в борьбе с немецко-фашистскими захватчиками. Первый Курултай мусульманских улемов проходил 15-20 октября 1943 года в Ташкенте в доме Эшона Бабахана. На нём присутствовали 160 делегатов из республик Средней Азии и Казахстана. Курултай принял решение о создании Духовного управления мусульман Средней Азии и Казахстана (САДУМ). Его председателем единогласно был избран шейх Эшон Бабахан ибн Абдулмажидхан. Одновременно ему был присвоен сан муфтия пяти республик. Правление САДУМа разместилось в доме Эшона Бабахана. Муфтий также передал созданной при правлении САДУМ библиотеке более тысячи книг и рукописей из своего собрания.
Выполняя поручение правительства СССР, Курултай выступил с обращением к мусульманам, в котором в частности говорилось:

Мы, мусульманские богословы и представители верующих Узбекистана, Таджикистана, Туркмении, Киргизии и Казахстана, от имени всех мусульман адресуем это Обращение вам, наши дорогие сыны и братья! Плечом к плечу со всеми народами сражайтесь, как храбрые львы, против нацистских захватчиков, уничтожайте ненавистных фашистов так, чтобы ни один из них не остался на нашей планете! Защищайте каждую пядь нашей земли и укрепляйте свои ряды железной дисциплиной. Мы призываем всех верующих молиться Аллаху и просить Его помочь нашим солдатам и ниспослать быструю победу над врагом— А. Хабутдинов. Духовные управления и советские мусульмане в годы Великой Отечественной войны
 Духовное управление мусульман Средней Азии и Казахстана сразу же приступило к целенаправленной работе по оказанию помощи фронту. Только мусульмане Узбекистана собрали для нужд Красной Армии 1 280 000 рублей, 117 000 рублей в облигациях, 93 тонны продовольствия и 90 голов крупного рогатого скота. Был также организован сбор одежды для солдат, создан постоянный комитет для оказания материальной помощи семьям фронтовиков, родственникам погибших и пропавших без вести воинов.

### Дальнейшая история
В 1943 году правительство СССР разрешило открытие мечетей в крупных городах с мусульманским населением. Однако вскоре САДУМ столкнулось с проблемой нехватки имамов для отправления культа. В 1945 году после трудных переговоров с советским правительством Эшон Бабахан добился возобновления работы медресе Мири Араб в Бухаре, которое долгие годы было единственным в СССР исламским образовательным учреждением. После окончания Великой Отечественной войны шейх Эшон Бабахан принимает активное участие в восстановлении прерванных связей советских мусульман с исламским миром. Благодаря усилиям муфтия был восстановлен ежегодный обряд хаджа. В 1945 году группа мусульман СССР во главе с Эшоном Бабаханом совершила первое паломничество в Мекку и Медину.

Зияуддинхан ибн Эшон Бабахан

На третьем курултае мусульман, состоявшемся в июне 1957 года шейх Зияуддинхан ибн Эшон Бабахан был избран новым председателем САДУМ и муфтием пяти республик. Он продолжил политику, направленную на укрепление устоев традиционного ислама, вёл непримиримую борьбу за его очищение от различных обычаев и ритуалов, признанных неисламскими. Зияуддинхан завершил дело своего отца, издав в 1957 году подготовленный им Коран, положив таким образом начало серийному изданию в СССР священной для мусульман книги. Он также принимал самое деятельное участие в подготовке второго (1960) и третьего (1968) издания Корана. По инициативе шейха Зияуддинхана на арабском языке были изданы книги имама аль-Бухари «Aль-Джами ас-Сахих» и «Аль-Адаб-аль-Муфрад».
Деятельность муфтия пяти республик способствовала становлению и укреплению международных связей мусульманских организаций СССР, росту их авторитета в исламском мире. В 1962 году на конференции мусульман четырёх духовных управлений СССР было принято решение о создании Отдела международных связей мусульманских организаций СССР, руководителем которого был избран шейх Зияуддинхан ибн Эшон Бабахан. В короткое время под его руководством были установлены дипломатические, религиозные, культурные и экономические связи с исламскими странами Азии и Африки. Журнал «Мусульмане Советского Востока» стал издаваться на четырёх языках, благодаря чему голос мусульман СССР был услышан во всём мире. Под руководством шейха Зияуддинхана был также издан альбом «Мусульмане в Стране Советов» на арабском и английском языках. В качестве руководителя Отдела международных связей мусульманских организаций СССР Зияуддинхан активно участвовал в урегулировании индо-пакистанского конфликта. Его личный авторитет в немалой степени способствовал достижению мира. Не случайно подписание мирного договора между Индией и Пакистаном в январе 1966 года состоялось в Ташкенте. Большой международный резонанс имел и организованный им визит в Узбекистан главного шейха каирского университета «Аль-Азхар» доктора Мухаммада ибн Мухаммада аль-Фаххама в сентябре 1970 года.
Шейх Зияуддинхан ибн Эшон Бабахан продолжил дело своего отца по становлению исламского образования в СССР. Несмотря на большие трудности, сопровождавшие этот процесс, ему удалось добиться от советских властей разрешения на открытие первого в СССР высшего исламского образовательного учреждения. В 1971 году в здании мечети Намазгох в Ташкенте начал работу Исламский институт имени имама аль-Бухари.
Шейх Зияуддинхан ибн Эшон Бабахан вёл также активную общественную жизнь. Он был членом Всемирного Совета Мира, Организации Исламская Конференция, Всемирного Верховного Совета по мечетям, Советского и Узбекского Комитетов защиты мира, Советского и Узбекского Фондов защиты мира, Комитета солидарности стран Азии и Африки, членом правления Советского и Узбекского обществ дружбы и культурной связи с зарубежными странами. Его заслуги в деле служения исламу, миротворческие усилия и деятельность по укреплению авторитета СССР в исламском мире были оценены орденами «Знак Почёта» и «Дружбы народов», а также высокими иностранными наградами.
В октябре 1982 года по состоянию здоровья Зияуддинхан вышел в отставку и 23 декабря 1982 года скончался. По решению узбекского правительства его похоронили в Ташкенте в мавзолее Каффаля Шаши.

Шамсиддинхан Бабаханов

В октябре 1982 года по решению курултая Шамсиддинхан сменил своего отца на постах председателя Духовного управления мусульман Средней Азии и Казахстана и муфтия пяти республик. После смерти Зияуддинхана ибн Эшона Бабахана в декабре 1982 года он также занял должность руководителя Отдела международных связей мусульманских организаций СССР. Его энергия и целеустремлённость способствовали дальнейшему сплочению мусульман СССР, повышению авторитета САДУМ в исламском мире. Большое внимание муфтий Шамсиддинхан Бабаханов уделял реставрации памятников исламской культуры Средней Азии и укреплению материальной базы действующих мечетей. Под руководством Бабаханова печатный орган САДУМ развернул большую деятельность по изданию мусульманской литературы. Сам Шамсиддинхан, являясь главным редактором журнала «Мусульмане Советского Востока», часто печатался на его страницах. При Бабаханове типография САДУМ переехала в новое здание, а библиотечный фонд Духовного управления, основу которого составляло собрание деда Шимсиддинхана — Эшона Бабахана, был существенно пополнен. В 1985 году он возглавлял Совет по очередному изданию Корана.

### Перестройка
Начавшаяся в СССР во второй половине 80-х годов XX века перестройка сопровождалась ростом националистических настроений в стране. Несмотря на то, что муфтий Бабаханов выступил против чрезмерной опеки САДУМ со стороны Отдела по делам религий СССР, ему не удалось избежать обвинений «в продажности безбожной власти, несовместимых с исламом привычках и общем несоответствии с занимаемой должностью». 4 февраля 1989 года некоторые видные духовные лидеры и богословы Узбекистана и Таджикистана собрались у медресе Баракхан, где размещалась администрация САДУМ, и объявили о начале Чрезвычайного всеобщего собрания мусульман, в ультимативной форме потребовав смещения председателя САДУМ. Уступая их требованиям, муфтий Шамсиддинхан подал в отставку.
В 1989 году, в общем собрании мусульман Средней Азии и Казахстана шейх Мухаммад Садык Мухаммад Юсуф был избран председателем Духовного управления мусульман Средней Азии и Казахстана и муфтием.

### Распад
В 1990 году казият Казахстана был выведен из состава САДУМа и был основан независимый Муфтият мусульман Казахстана, который затем был переименован в Духовное управление мусульман Казахстана. На I курултае мусульман Казахстана 12 января 1990 года муфтием ДУМК был избран Ратбек-хаджи Нысанбаев. Затем президентом Казахстана Нурсултаном Назарбаевым был открыт Исламский институт в Алма-Ате.
После обретения независимости Узбекистаном в 1991 году, САДУМ был переименован в Управление мусульман Узбекистана, который находится в ведении Комитета по делам религий при Кабинете министров. В 1993 году муфтий Мухаммед Садык опасаясь ареста бежал в Саудовскую Аравию, но затем, после терактов 1999 года в Ташкенте, узбекские власти убедили его вернуться в Узбекистан, предоставив гарантии безопасности.